# Jean-François Boisselat
Jean-François Boisselat, né le 23 août 1810 à Paris et mort le 29 mars 1889 à Saint-Maurice, est un peintre et un graveur français.

## Biographie
Jean-François Boisselat est le fils de Jean Boisselat et d'Adélaïde Marie Françoise Bancelin.
Élève de Louis Hersent, il expose au Salon de 1834 à 1850.
En 1836, il épouse Marie Bourguignon.
Il meurt à Saint-Maurice à l'âge de 78 ans. Il est inhumé au cimetière du Montparnasse le 1er avril 1889.

## Œuvres exposées
aux Salons parisiens (sauf mention)
- Portraits de MM. Evariste Boulay-Paty et Maximilien Raoul, au Salon de 1834
- Gravures à l'eau-forte, au Salon de 1834
- Portraits à la mine de plomb, au Salon de 1835
- Pêcheurs du mont Saint-Michel, au Salon de 1835
- Portrait en pied de M. le marquis de Barbé-Marbois, au Salon de 1836
- Cérémonie funèbre, au Salon de 1837 (Douai)
- Le Joueur de guitare ; costume du moyen-âge, au Salon de 1838 (Arras)
- Le Rêve de Raphaël Sanzio, au Salon de 1841
- La Glorification de la Vierge, au Salon de 1845
- Repos de la Sainte-Famille en Égypte, au Salon de 1846
- Saint Jean-Baptiste, au Salon de 1848
- Jeanne d'Arc enfant, au Salon de 1850